# Faculté francophone de génie électrique et informatique
La Faculté francophone de génie électrique et informatique (FFGEI) à l'Université Technique de Sofia a été créée en 1993 par une convention de l'Agence Universitaire de la Francophonie (AUF). La faculté suit un modèle de formation française. Les étudiants diplômés dans la faculté reçoivent un titre d'ingénieur Master soit de Génie électrique ou de Génie informatique et télécommunications. 
En 2002 la FFGEI a été la première faculté francophone à l'est de la Suisse accrédité par la Commission des Titres d’Ingénieur (CTI). En 2004 dans la faculté ouvre l'Ecole doctorale francophone en ingénierie. L'accréditation actuelle est en vigueur jusqu'à 2020.